# 子撫村
子撫村（こなでむら）は、かつて富山県西礪波郡にあった村。小矢部川支流の子撫川下流に位置していて、村名もここから来ている。

## 沿革
- 1889年（明治22年）4月1日 - 町村制の施行により、礪波郡西中野村、六郎谷村、横谷村、宮須村、法楽寺村、田川村の区域の一部、桜町村の区域の一部、畠中村の区域の一部、宇治新村の区域の一部及び芹川村の区域の一部をもって、礪波郡子撫村が発足する。
- 1896年（明治29年）3月29日 - 郡制の施行のため、礪波郡が分割して、西礪波郡が発足により、西礪波郡に所属となる。
- 1953年（昭和28年）9月10日 - 西礪波郡石動町、宮島村、子撫村、南谷村、埴生村、正得村、松沢村及び荒川村が合併して、西礪波郡石動町が発足する。